# Lavandula latifolia
Lavandula latifolia (oải hương Bồ Đào Nha, Spike lavender, Portuguese lavender) là một loài thực vật có hoa trong họ Hoa môi. Loài này được Medik. mô tả khoa học đầu tiên năm 1784.

## Hình ảnh

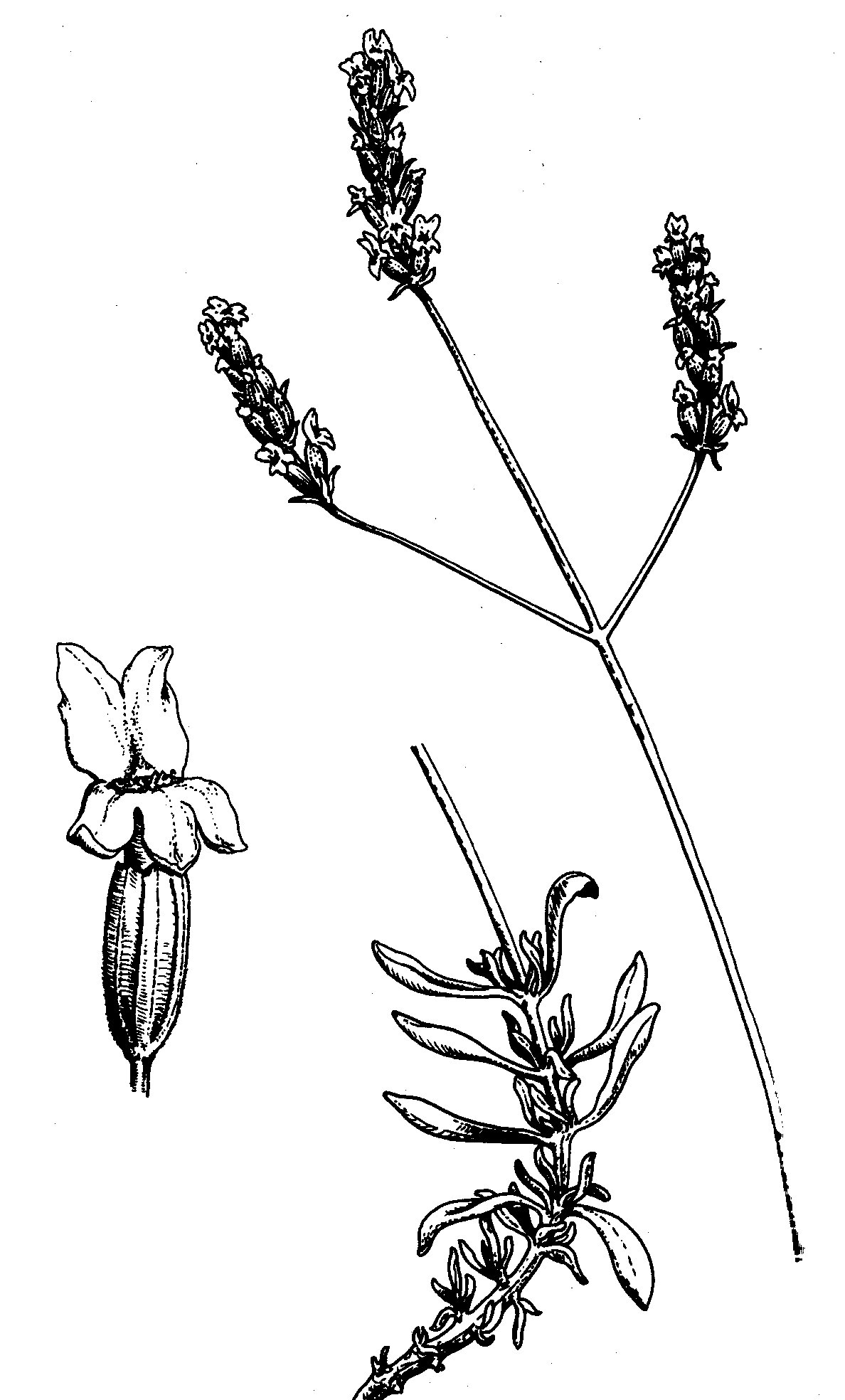
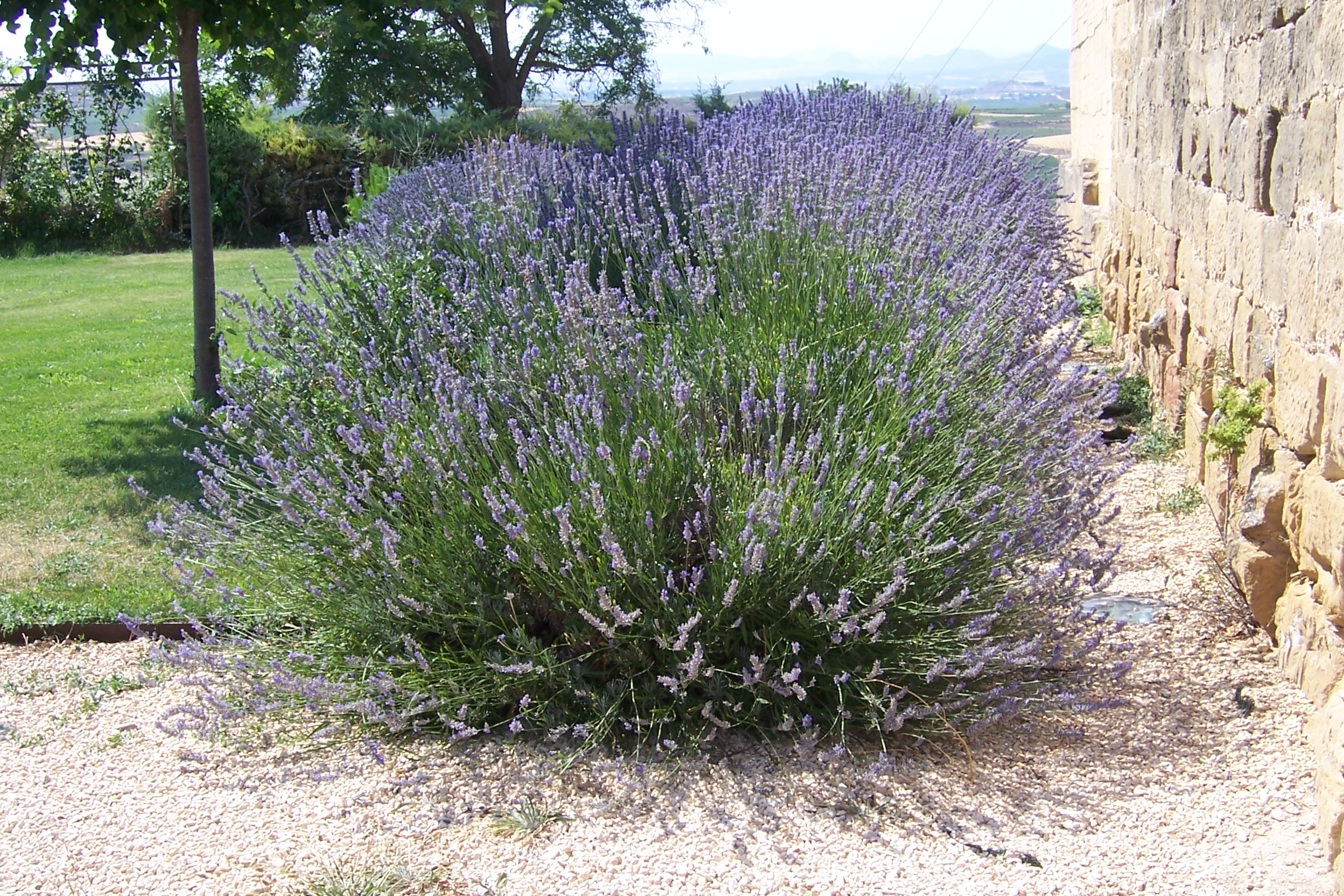
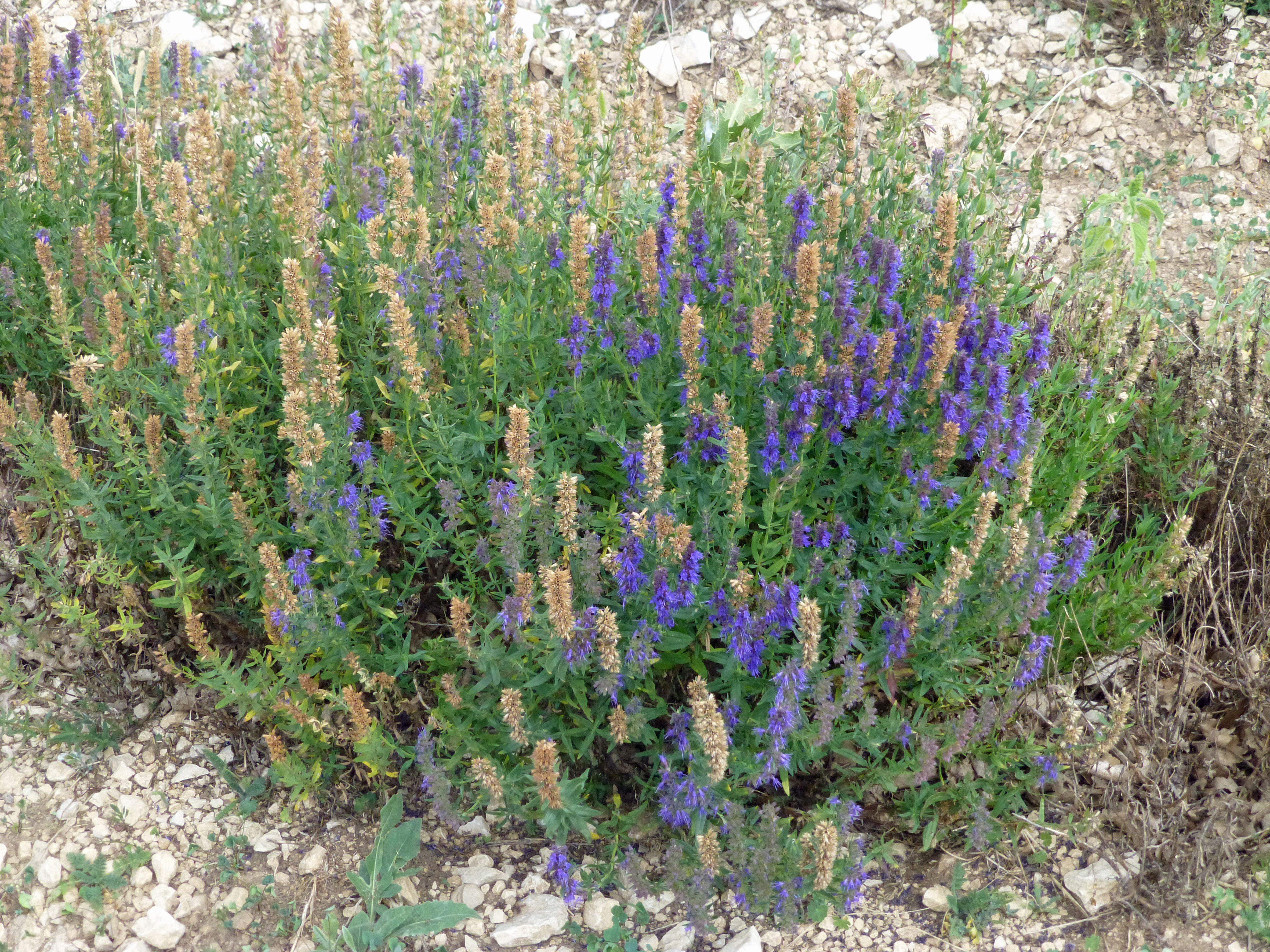
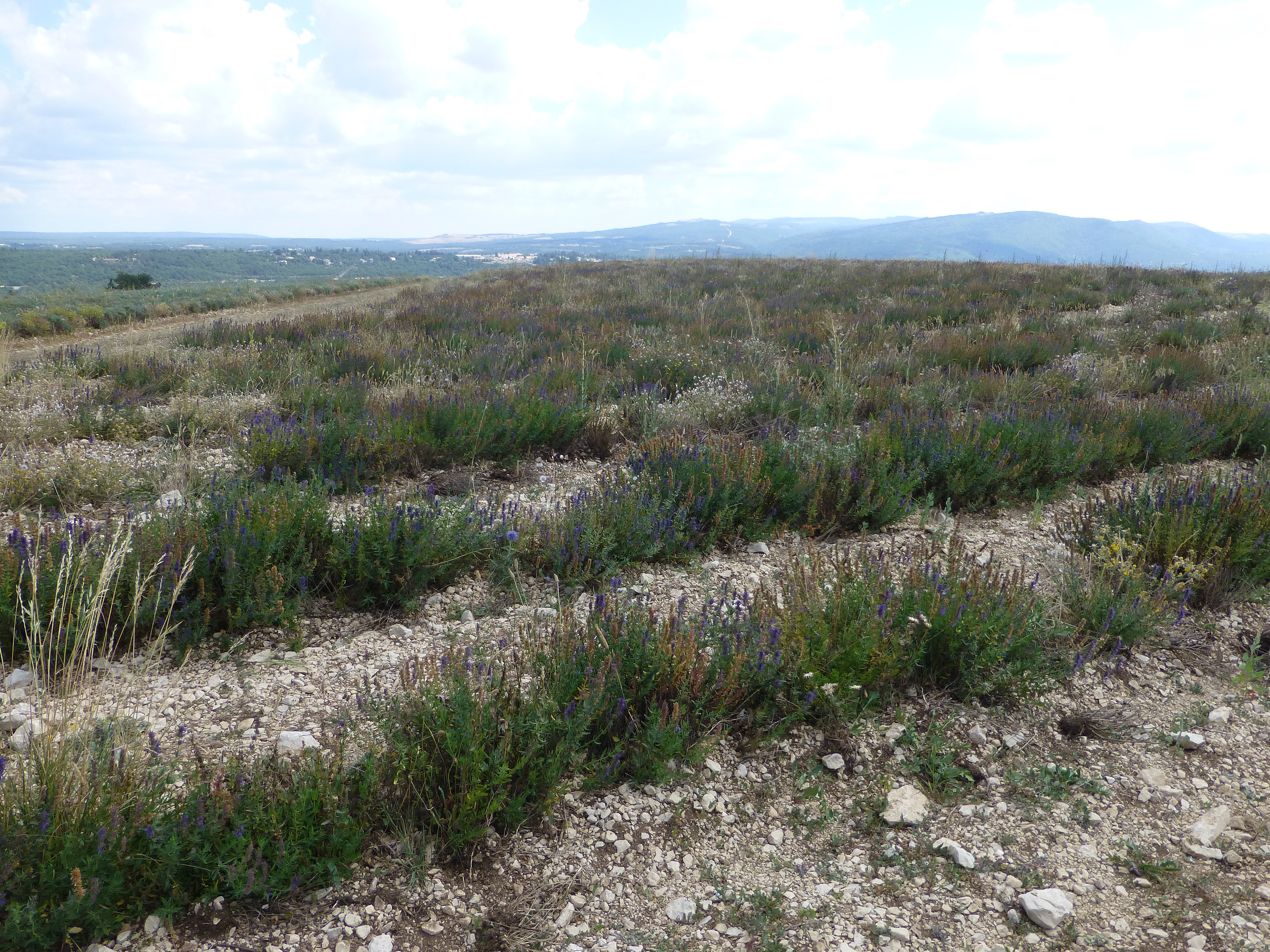